# Lipí
Lipí är en ort i Tjeckien.   Den ligger i regionen Södra Böhmen, i den sydvästra delen av landet, 130 km söder om huvudstaden Prag. Lipí ligger 445 meter över havet och antalet invånare är 555.
Terrängen runt Lipí är platt åt nordost, men åt sydväst är den kuperad. Runt Lipí är det ganska tätbefolkat, med 83 invånare per kvadratkilometer. Närmaste större samhälle är České Budějovice, 9,3 km öster om Lipí. Omgivningarna runt Lipí är en mosaik av jordbruksmark och naturlig växtlighet.